# 福西菜月
福西 菜月（ふくにし なつき、1986年1月22日 - ）は、日本のタレント。大阪府出身。所属事務所は、エヌPROだったが現在の所属はプラチナム。“キャバドル”（キャバクラ嬢+アイドル）として凛々果という名前でタレント活動をしていたが、2011年8月17日放送の「おねだりマスカットDX!」にて4歳の娘がいる事を公表し、これを機会に本名である福西菜月に改名する事を発表した。2012年3月31日を以って恵比寿マスカッツを卒業。以後はママ雑誌等の娘と2人で出来る仕事をやって行くとコメントしている。
オスカーを辞めプラチナムに所属しモデルとして活動している。

## 経歴
- 2010年4月より恵比寿マスカッツの4期生として、テレビ東京系のちょいとマスカット!に「凛々果」名義で出演。
- 2010年4月28日、5月9日 WBA世界スーパーフライ級タイトルマッチ、名城信男（六島） vs. ウーゴ・カサレス（メキシコ）戦のラウンドガールを務めた。
- 2010年10月より、ちょいとマスカット！に引き続きおねだりマスカットDX!に出演。
- 2011年2月5日 WBA世界スーパーフライ級タイトルマッチ、トマス・ロハス（メキシコ） vs. 名城信男（六島）戦のラウンドガールを務めた。
- 2011年5月 所属していた高級キャバクラ「ミュゼルヴァ北新地」退店。同時に公式ブログであったナイマガブログの更新終了。
- 2011年8月17日 おねだりマスカットDX!（テレビ東京オンエア日）で、本名である「福西菜月」への改名を発表。同時に、自身に4歳になる娘が居る事を公表した。
- 2011年10月より、おねだりマスカットDX!に引き続きおねだりマスカットSP!に出演。
- 2011年12月5日、自身のTwitter上にて、娘の入院に伴い芸能活動の無期限休止と同月に控えていた恵比寿マスカッツ 中野サンプラザ公演の欠席を宣言。
- 2012年3月31日、恵比寿マスカッツ 渋谷公会堂公演において本人不在の中「育児に専念する」との理由により恵比寿マスカッツからの卒業を発表。
- 2012年4月4日、自身のTwitter上にて恵比寿マスカッツからの卒業を報告。以後はママ雑誌等の娘と2人で出来る仕事をやって行くとコメントしている。

## 作品

### CD

#### シングル
- OECURA MAMBO／私マンボー（恵比寿マスカッツ名義、2010年7月7日発売）
- チヨコレイト／かわいい甲子園（恵比寿マスカッツ名義、2010年12月8日発売）
- スプリングホリデー／口ゲンカしないで♪（恵比寿マスカッツ名義、2011年3月16日発売）
- ロッポンポン☆ファンタジー（恵比寿マスカッツ名義、2011年10月12日発売）

#### アルバム
- ザ マスカッツ～ハリウッドからこんにちは～（恵比寿マスカッツ名義、2011年5月25日発売）

### DVD
- 恵比寿マスカッツ殺人事件～歌って踊って殺されて～THE 1st STAGE（恵比寿マスカッツ名義、2010年12月8日発売）
- 恵比寿マスカッツ全国CAMP『そうだ!みんなで野音に行こう』（恵比寿マスカッツ名義、2011年12月7日発売）

## 出演

### テレビ
- ちょいとマスカット!（2010年4月7日 - 2010年9月29日、テレビ東京）
- おねだりマスカットDX!（2010年10月6日 - 2011年9月28日、テレビ東京）
- WBA世界スーパーフライ級タイトルマッチ トマス・ロハス vs 名城信男戦（2011年2月5日、テレビ大阪）
- おねだりマスカットSP!（2011年10月5日 - 2011年12月14日、テレビ東京）
- めちゃ×2イケてるッ!（2011年9月17日、フジテレビ）

### コンサート
- 恵比寿マスカッツ 1stコンサート 恵比寿マスカッツ殺人事件～歌って踊って殺されて～（2010年7月10日、SHIBUYA-AX）
- DMM.com presents 恵比寿マスカッツ「にやにや修学旅行in東京/大阪～バナナはおやつじゃないよ 2010冬～」（2010年12月5日 Zepp大阪、2010年12月9日 Zepp東京）
- ＜第一弾＞恵比寿マスカッツ 全国CAMP『そうだ！いろんなトコ行こう』（2011年5月28日、大阪amHALL）
- ＜第一弾＞恵比寿マスカッツ 全国CAMP『そうだ！いろんなトコ行こう』（2011年5月29日、神戸VARIT）
- 恵比寿マスカッツ 3rdコンサート振替公演『そうだ！みんなで野音に行こう』（2011年7月2日、日比谷野外音楽堂）
- 氣志團Presents『極東ロックンロール・ハイスクール～100％男女交際！！～氣志團vs恵比寿マスカッツ』（2011年9月15日、SHIBUYA‐AX）
- ＜第二弾＞恵比寿マスカッツ 全国CAMP『そうだ！いろんなトコ行こう』（2011年10月16日、横浜BAY HALL）
- ＜第二弾＞恵比寿マスカッツ 全国CAMP『そうだ！いろんなトコ行こう』（2011年10月22日、京都 FAN-J）
- ＜第二弾＞恵比寿マスカッツ 全国CAMP『そうだ！いろんなトコ行こう』（2011年10月23日、滋賀 U-STONE）
- 恵比寿マスカッツ アジアツアー『そうだ！香港に行こう』（2011年11月15日、STAR HALL）